# Sentispac
Sentispac es una localidad situada en el municipio de Santiago Ixcuintla, en el estado de Nayarit, México. Según el censo de 2020, tiene una población de 2424 habitantes.

## Etimología
De acuerdo con el Dr. Antonio Peñafiel y su segundo tomo de la enciclopedia de etimologías de los nombres de lugar correspondientes a los principales idiomas que se hablan en la república mexicana, la palabra Sentispac viene del idioma nahuatl "Centicpac" y quiere decir "Sobre el Maíz", de "centli" que es maíz e "icpac" que es sobre.

## Población
La población total de Sentispac es de 2424 personas, de cuales 1198 son hombres y 1226 son mujeres.

## Edades de los ciudadanos
Los ciudadanos se dividen en 645 menores de edad y 1779 adultos.

## Habitantes indígenas
Un total de 27 personas en Sentispac viven en hogares indígenas. Solo 10 de los habitantes de más de 5 años de edad hablan un idioma indígena. Todos ellos hablan también español.

## Estructura social
Derecho a atención médica por el seguro social, tienen 1697 habitantes de Sentispac.

## Estructura económica
En Sentispac hay un total de 704 hogares. De estos 702 viviendas, 52 tienen piso de tierra y unos 49 consisten de una sola habitación.
656 de todas las viviendas tienen instalaciones sanitarias, 674 son conectadas al servicio público, 691 tienen acceso a la luz eléctrica.
La estructura económica permite a 31 viviendas tener una computadora, a 528 tener una lavadora y 663 tienen una televisión.

## Educación escolar
Aparte de que hay 146 analfabetos de 15 y más años, 15 de los jóvenes entre 6 y 14 años no asisten a la escuela.
De la población a partir de los 15 años 144 no tienen ninguna escolaridad, 659 tienen una escolaridad incompleta. 392 tienen una escolaridad básica y 507 cuenta con una educación post-básica.
Cumple con 1 preescolar,2 escuelas primarias,1 secundaria técnica y una preparatoria CECYTEN
Un total de 149 de la generación de jóvenes entre 15 y 24 años de edad han asistido a la escuela, la mediana escolaridad entre la población es de 8 años.